# Monagas
Monagas és un dels 23 estats en què és dividida Veneçuela. La capital de l'estat és Maturín.

## Municipis
1. Acosta (San Antonio)
2. Aguasay (Aguasay)
3. Bolívar (Caripito)
4. Caripe (Caripe)
5. Cedeño (Caicara de Maturín)
6. Ezequiel Zamora (Punta de Mata)
7. Libertador (Temblador)
8. Maturín (Maturín)
9. Piar (Aragua de Maturín)
10. Punceres (Quiriquire)
11. Santa Bárbara (Santa Bárbara)
12. Sotillo (Barrancas)
13. Uracoa (Uracoa)

## Economia
L'economia de Monagas es basa en l'agricultura i la ramaderia.